# Terra di mezzo (romanzo)
Terra di mezzo (Midworld) è un romanzo di fantascienza di Alan Dean Foster del 1975.
È il primo romanzo ambientato nello Humanx Commonwealth, l'universo narrativo ideato da Foster.

## Ambientazione
Il romanzo si svolge in un pianeta senza nome, occupato da una giungla composta di alberi dalle proporzioni colossali. Il mondo della giungla ha grande varietà di flora e fauna, in ragione dei diversi livelli di altezza (un po' come accade alle diverse profondità marine sulla nostra terra).  Gli esseri umani che vi si trovano, discendenti da un antico naufragio spaziale, occupano il terzo livello, muovendosi su strade di rami e liane, lontano tanto dalla palude buia della superficie del pianeta, quanto dal cielo aperto dove volano creature pericolose. Di qui il titolo che indica appunto un livello intermedio della foresta. 
Essi hanno con il tempo perso gran parte della tecnologia e delle conoscenze scientifiche originarie adattandosi per contro in modo perfetto all'ambiente circostante e entrando in piena sintonia con la giungla che ricopre il pianeta.
Ognuno di essi vive quasi in simbiosi con un velloso, cioè un robusto esapode peloso appartenente ad una specie indigena del pianeta.

## Trama
Un'astronave appartenente ad una ditta commerciale terrestre raggiunge clandestinamente il pianeta sfuggendo alle regole imposte dallo Humanx Commonwealth. Il suo scopo è quello di depredare la foresta delle proprie risorse, in particolare essenze aromatiche e potenti droghe ottenibili dalla vegetazione locale.
Un veicolo leggero con due esploratori terrestri a bordo entra in avaria lontano dall'astronave madre e i due si trovano a chiedere l'aiuto ad una tribù locale per ritornare alla base. Il romanzo racconta di questo viaggio di ritorno attraverso ai mille pericoli della giungla e delle conseguenze dell'insanabile contrasto tra l'idea di profitto dei terrestri e il forte senso di appartenenza alla biosfera del pianeta sviluppato dagli abitanti del luogo.
Terra di mezzo appartiene al filone ecologico della fantascienza; Riccardo Valla lo paragona ad un film di cow boy dove vincono gli indiani, e rileva una certa analogia con i contenuti di denuncia del disastro ecologico provocato dallo sfruttamento delle risorse naturali presenti nel Mondo della foresta di Ursula K. Le Guin.

## Opere ispirate
Molti dei temi del romanzo e varie caratteristiche del pianeta descritto nel libro sono stati presenti nel film del 2009 Avatar, diretto e prodotto da James Cameron. L'effettiva rilevanza di questi parallelismi e fino a che punto essi siano stati volontariamente cercati dagli autori del film è oggetto di dibattito tra gli appassionati del genere.

## Edizioni
- Alan Dean Foster, Midworld, Del Rey Books, 1975, ISBN 0-345-35011-1.

- Alan Dean Foster, Terra di Mezzo, Cosmo Argento, Editrice Nord, 1977,  pp. 180 pagine,, ISBN 88-429-0074-5.